# إيرل سيلفرمان
إيرل سيلفرمان (4 يوليو 1948 - 26 أبريل 2013)  كان أحد الناجين الكنديين من العنف المنزلي ناشط ومدافع عن حقوق الرجال وقد قام بتأسيس بيت بديل آمن للرجال (MASH)، الملجأ الوحيد الممول من القطاع الخاص لضحايا العنف المنزلي للرجال في كندا، وجمعية أسرة الرجال التي تدير خطوط هاتف لمساعدة الضحايا.  
مات منتحرًا في 26 أبريل 2013 بعد فترة قصيرة من بيع الملجأ بسبب مواجهته الإفلاس والسخرية.  

## السيرة الشخصية
انتقل سيلفرمان، والذي في الأصل من مونتريال، إلى كالجاري في عام 1978.
وقد قال في تقرير ألبرتا في عام 1991 أنه عانى من سوء المعاملة من زوجته لسنوات عديدة، لكنه لم يتمكن من العثور على ملجأ من العنف المنزلي يمكن أن يلجأ إليه، وسوف يواجه السخرية من قبل الشرطة،
```
في حين أنه يوجدالكثير من الملاجئ للنساء، إلا أن الخدمات الوحيدة الممولة من الحكومة والمتاحة للرجال كانت مخصصة 
لإدارة الغضب
. قال سيلفرمان في صحيفة ناشيونال بوست: «كضحية، تعرضت للإيذاء مرة أخرى من خلال هذه الخدمات التي تخبرني أنني لست ضحية، بل أنني كنت الجاني». 
[
9
]
 
[
10
]
 
[
11
]
```

بعد هجر منزله، انجرف سيلفرمان إلى انتقاص الذات وإدمان الكحول. 

### جمعية عائلة الرجل
أسس سيلفرمان جمعية الدعم عائلة الرجال. قامت المنظمة بصيانة خط هاتفي للأزمات لأكثر من عقد لمساعدة الرجال في قضايا سوء المعاملة. 

### بيت بديل آمن للرجال
انطلق برنامج «بيت بديل آمن للرجال» في عام 2010، في منزل إيرل الخاص في كالجاري، مما جعله الملجأ الوحيد الممول من القطاع الخاص لضحايا العنف المنزلي من الذكور في كندا. استضافت MASH حوالي 20 من الرجال والأطفال الهاربين في عام 2013 قبل إغلاقها. مع عدم وجود أموال عامة للمساعدة، قام سيلفرمان بتمويل تكاليف الإدارة والفواتير بنفسه، وأخفق في جمع مبالغ كافية من التبرعات من الحكومة أو من القطاع الخاص.   
في بداية عام 2013، أعلن سيلفرمان أنه سيتم إغلاق الملجأ لأنه لم يعد يمتلك القدرة على إدارته بسبب نقص التمويل. باع المنزل بعد ذلك بفترة وجيزة لرجل يسمى ى ستيفن هاويت، وانتحر في اليوم التالي.  

## الوفاة
تم العثورعلى سيلفرمان متوفياً شنقاً في مرآب منزله في 26 أبريل 2013، وقد بدى أنه انتحار.  تم اكتشاف جثته من قبل هاويت، الذي ذهب لطلب المساعدة لكنه لم يتمكن من إنقاذه. ترك إيرل رسالة انتحار تتألف من أربع صفحات، يدين فيها الحكومة لفشلها في الكشف عن ضحايا العنف المنزلي من الذكور.   وقيل إن الإنهيار المالي والسخرية ساهمتا في انتحاره. 

## الميراث
نصت وصية سيلفرمان بأن الأموال من تركته يجب أن يتم تسخيرها لأجل إنشاء «منحة تعليمية للذكور من ضحايا العنف المنزلي الذي يرتكب بواسطة النساء». حكمت المحكمة العليا في ألبرتا بتوجيه الأموال إلى مؤسسة جامعة ماونت رويال لهذا الغرض. 
تقول إيرين بيزي، كاتبه ومؤسسه لملجأ، سيلفرمان «كان ضحية للامبالاة الحكومة الكندية، وأننا لن ننسى أبدًا اسمه»، وأشارت إلى أنها تشعر بالقلق من أنه لن يكون هناك تغيير في «جوهر» الحكومة الكندية.    اشار منشور حقوق الرجال «صوت للرجال» إلى أن إرث سيلفرمان «قام بتوفير المأوى والمساعدة للبشر في حين يكتفي بقية مجتمعنا برؤية تعرض بعضهم البعض للإيذاء والتشرد واللامبالاة بشأن موتهم».

## روابط خارجية
- familyofmen.com
- نعي إيرل